# Kawasaki Ki-10
Kawasaki Ki-10 (яп. 九五式戦闘機) — серійний винищувач-біплан Імперської армії Японії 1930-х років. Був прийнятий на озброєння в 1935, брав участь в Другій японо-китайській війні і в боях на Халхин-Голі, але до Другої світової літак застарів і використовувався лише в допоміжних цілях.
Кодова назва союзників — «Перрі» (англ. Perry), кодова радянська назва — И-95

## Історія створення
На початку 1930-х років, винищувачі, які були на озброєнні Імперської армії Японії, поступались британському літаку Hawker Fury та американському P-26. Щоб скоротити це відставання, в 1933 році був спроектований літак-моноплан Kawasaki Ki-5, але армія відхилила його нібито через низьку маневровість. У вересні 1934 року, після припинення робіт по Ki-5, фірма Kawasaki отримала замовлення спроектувати винищувач-біплан, а Nakajima — винищувач-моноплан.
Літак фірми Kawasaki, який отримав назву Ki-10, був біпланом з елеронами тільки на верхньому крилі. Фюзеляж був суцільно-металевим з тканинним покриттям, а також з відкритою кабіною пілота. Літак був оснащений 12-циліндровим V-подібним двигуном водяного охолодження Kawasaki Ha9-IIa потужністю 850 к. с. Гвинт був дволопасний з фіксованим кроком. Літак був озброєний двома 7,7-мм кулеметами «Тип 89», синхронізованими з пропелером розташованими над двигуном. Головним інженером проекту був Такео Доі (яп. 土井 武夫).
Перший прототип був побудований в квітні 1935, в травні був побудований другий ідентичний літак і проведено перші випробування в результаті яких вияснилось, що Ki-10 переважає свого попередника Ki-5 по швидкості та маневровості. Але конкурент — літак Nakajima Ki-11 мав ще вищу швидкість, і Kawasaki боялись, що вибір впаде на користь Nakajima. У конструкцію третього прототипу літака внесли ряд змін, щоб збільшити швидкість — встановили трилопасний гвинт і використовували заклепки з потайною головкою. В четвертому прототипі також збільшили діедральний кут і поперечний переріз крила для збільшення стійкості. Хоча після цих модифікацій Ki-10 все ще поступався Ki-11 у швидкості, проте він мав набагато кращу маневровість і в результаті наприкінці 1935 року був прийнятий на озброєння під назвою «Армійський винищувач Тип 95 Модель 1» (або Ki-10-I). Всього з грудня 1935 по жовтень 1937 року було виготовлено 300 літаків Ki-10-I.
Під час укладання контракту було передбачено продовження розробки і покращення льотних характеристик. Наприклад, у 1937 році в 185-тому літаку було збільшено розмах крила і його площу, а також подовжено фюзеляж. Результати виявились помітними в кращу сторону і цей літак згодом став прототипом для нової моделі. Літак був запущений в серію під назвою «Армійський винищувач Тип 95 Модель 2» (або Ki-10-II) в червні 1937 року. Загалом до грудня 1938 року було виготовлено 280 літаків цієї модифікації.
Крім двох серійних модифікацій, було розроблено декілька експериментальних варіантів літака. Так, випущений в жовтні 1936 року 200-тий екземпляр мав свою назву Ki-10-I KAI. Його фюзеляж був аеродинамічно чистішим, радіатор зсунутий назад, шасі мали обтічники. Літак розвинув швидкість 420 км/г — на 20 км/г більше, ніж серійний Ki-10-I. Пізніше, у 1973 році були випущені два літаки Ki-10-II KAI з формованим двигуном Kawasaki Ha9-IIb потужністю 950 к. с. Літак міг розвивати швидкість 445 км/г, практично зрівнявшись із серійним Nakajima Ki-27, але в серійне виробництво запущений не був, оскільки ера біпланів закінчувалась.

## Модифікації

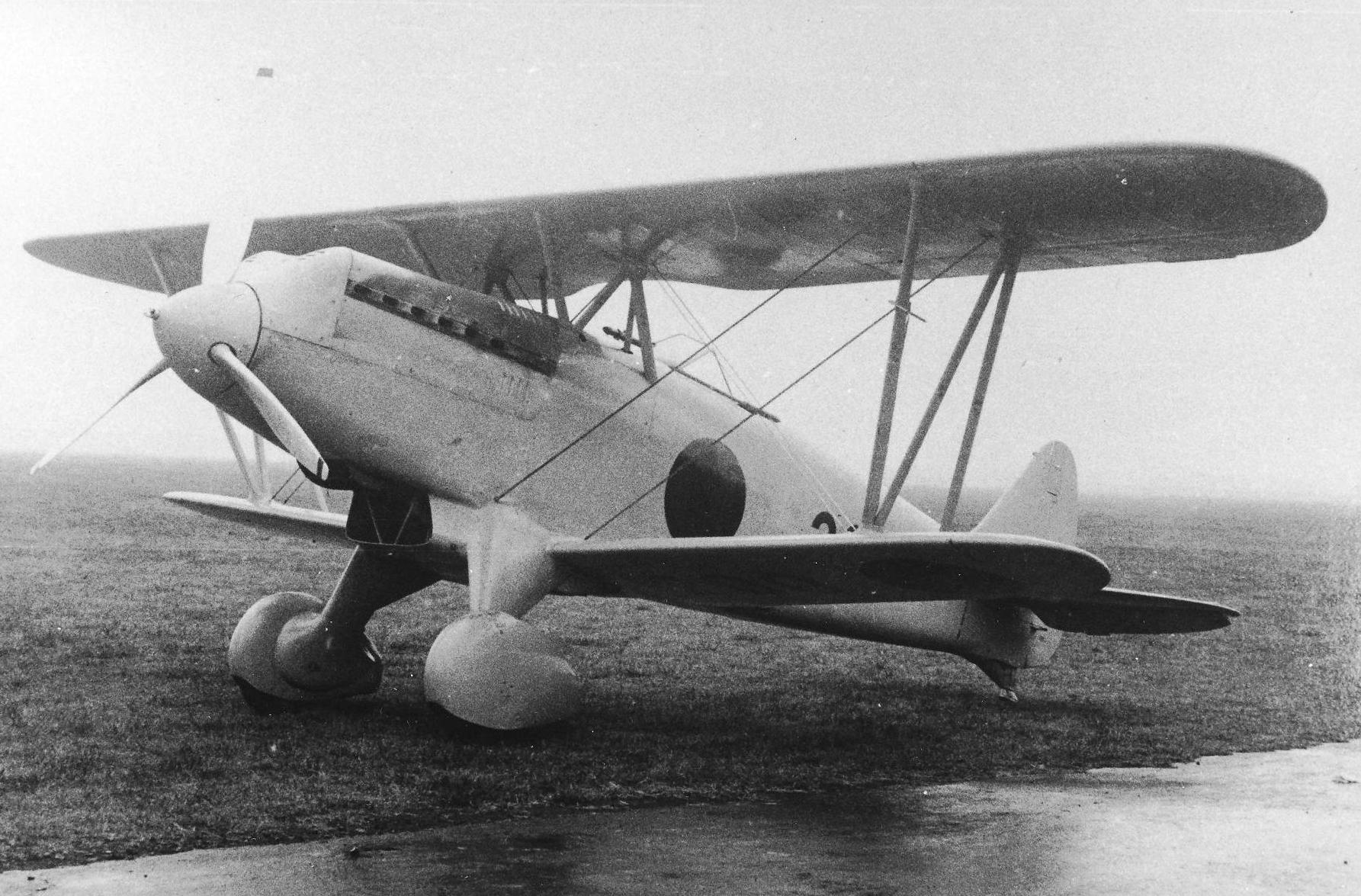
Один з прототипів Ki-10-II KAI.

Всього на заводі Kawasaki в Кобе було випущено 588 літаків всіх модифікацій:
- Ki-10: прототип (4 екз., весна 1935).
- Ki-10-I — серійний варіант (300 екз., грудень 1935 — жовтень 1937)
- Ki-10-II — прототип-модифікація Ki-10-I (1 екз., травень 1936)
- Ki-10-II — серійний варіант (280 екз., червень 1937 — грудень 1938)
- Ki-10-I KAI — модифікація Ki-10-I зі зміненим радіатором та обтічниками коліс (1 екз., жовтень 1936)
- Ki-10-II KAI — модифікація Ki-10-II з потужнішим двигуном (2 екз., листопад 1937).

## Тактико-технічні характеристики

### Технічні характеристики
|                       | Ki-10-I              | Ki-10-II             | Ki-10-I KAI          | Ki-10-II KAI         |
| --------------------- | -------------------- | -------------------- | -------------------- | -------------------- |
| Екіпаж                | 1 чоловік            | 1 чоловік            | 1 чоловік            | 1 чоловік            |
| Довжина               | 7,20 м               | 7,55 м               | 7,20 м               | 7,55 м               |
| Висота                | 3,00 м               | 3,00 м               | 3,00 м               | 3,00 м               |
| Розмах крил           | 9,55 м               | 10,02 м              | 9,55 м               | 10,02 м              |
| Площа крил            | 20,00 м ²            | 23,00 м ²            | 20,00 м ²            | 23,00 м ²            |
| Маса пустого          | 1 300 кг             | 1 360 кг             | 1 300 кг             | 1 400 кг             |
| Маса спорядженого     | 1 650 кг             | 1 740 кг             | 1 650 кг             | 1 780 кг             |
| Навантаження на крило | 82.5 кг/м2           | 75.7 кг/м2           | 82.5 кг/м2           | 77.4 кг/м2           |
| Двигуни               | 1 х Kawasaki Ha9-IIa | 1 х Kawasaki Ha9-IIa | 1 х Kawasaki Ha9-IIa | 1 х Kawasaki Ha9-IIb |
| Потужність            | 850 к. с.            | 850 к. с.            | 850 к. с.            | 950 к. с.            |
| Питома потужність     | 1.9 кг/к. с.         | 2.0 кг/к. с.         | 1.9 кг/к. с.         | 2.1 кг/к. с.         |
| Максимальна швидкість | 400 км/г             | 400 км/г             | 420 км/г             | 445 км/г             |
| Дальність польоту     | 1 100 км             | 1 100 км             | 1 000 км             | 1 000 км             |
| Практична стеля       | 10 000 м             | 11 500 м             | 10 000 м             | 11 500 м             |

### Озброєння
- 2 х 7,7-мм кулемети «Тип 89»

## Історія використання

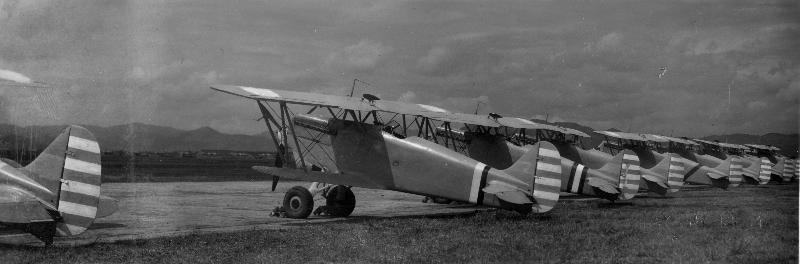
Ki-10 розфарбовані як I-15 під час зйомок японського фільму «Палаюче небо (фільм)» (燃ゆる大空), 1940 р.

Літаки Ki-10 використовувались в армійських частинах на Тайвані, в Кореї, Маньчжурії. Вони брали активну участь у Японсько-китайській війні, переважаючи радянські І-15, які були на озброєнні ВПС Китаю. Але з травня 1938 року їх почали замінювати новими літаками Ki-27. Союзники знали про наявність у японців винищувача-біплана Ki-10, і присвоїли йому кодову назву «Перрі» (англ. Perry), хоча безпосередньо не стикались із цим літаком у повітрі.
На момент початку боїв на Халхин-Голі літаки Ki-10 вже були застарілими і не могли конкурувати з новими радянськими літаками. Але зазнавши великих втрат літаків Ki-27 у частинах першої лінії, японці кинули у бій і застарілі Ki-10, з яких як мінімум 3 були збиті у боях.
Надалі Ki-10 виводилися з передових частин у глибокий тил, де до 1942 року несли службу у підрозділах ППО окремих об'єктів, і до 1944 року — у льотних школах.
У 1939 році практично непошкоджений Ki-10-II був захоплений китайцями та переданий в СРСР для проведення льотних випробувань, де йому було присвоєно позначення И-95. Випробування показали повну перевагу літака І-16 над Ki-10.

## Оператори
Японська імперія
- ВПС Імператорської армії Японії
  - 1-й полк
  - 4-й полк
  - 5-й полк
  - 6-й полк
  - 8-й полк
  - 11-й полк
  - 13-й полк
  - 4-й авіазагін
  - 9-й авіазагін
  - 33-й авіазагін
  - 59-й авіазагін
  - 64-й авіазагін
  - 77-й авіазагін

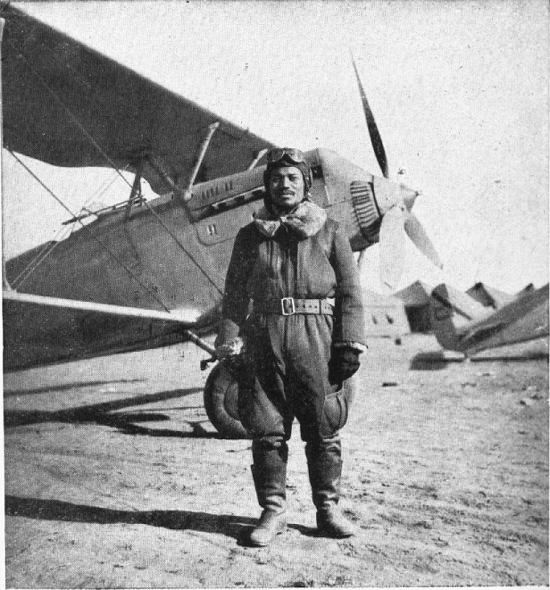
Японський ас Татео Като, біля свого Ki-10

  - Винищувальна тренувальна школа Акено